# カズオ・イシグロ
サー・カズオ・イシグロ（Sir Kazuo Ishiguro OBE FRSA FRSL, 日本名：石黒 一雄、1954年11月8日 - ）は、日本生まれのイギリスの小説家。
長崎県長崎市で生まれ、1960年に両親とともにイギリスに移住した。長編小説『日の名残り』で、1989年にイギリス最高の文学賞とされるブッカー賞を、2017年にノーベル文学賞を受賞した。

## 経歴

### 生い立ち
長崎市新中川町で、海洋学者の父・石黒鎮雄（1920年 - 2007年）と母・静子の間に生まれた。祖父の石黒昌明は滋賀県大津市出身の実業家で、東亜同文書院（第5期生、1908年卒）で学び、卒業後は伊藤忠商事の天津支社に籍を置き、後に上海に設立された豊田紡織廠の取締役になった。父の石黒鎮雄は1920年4月20日に上海で生まれ、明治専門学校で電気工学を学び、1958年のエレクトロニクスを用いた波の変動の解析に関する論文で東京大学より理学博士号を授与された海洋学者であり、高円寺の気象研究所勤務の後、1948年に長崎海洋気象台に転勤となり、1960年まで長崎に住んでいた。長崎海洋気象台では副振動の研究などに携わったほか、海洋気象台の歌を作曲するなど音楽の才能にも恵まれていた。鎮雄が作曲した『長崎海洋気象台の歌』は『長崎海洋気象台100年のあゆみ』に楽譜が記載されている。母の静子は長崎原爆投下時10代後半で、爆風によって負傷した。
幼少期には長崎市内の長崎市立桜ヶ丘幼稚園に通っていた。1960年に父が国立海洋研究所所長ジョージ・ディーコンの招きで渡英し、イギリスやオランダの海浜地帯に深刻な災害をもたらした1953年の北海大洪水を電子回路を用いて相似する手法で研究するため、同研究所の主任研究員となった。北海で油田調査をすることになり、一家でサリー州・ギルフォードに移住、現地の小学校・グラマースクールに通った。卒業後にギャップ・イヤーを取り、北米を旅行したり、デモテープを制作しレコード会社に送ったりしていた。
1974年にケント大学英文学科、1980年にはイースト・アングリア大学大学院創作学科に進み、批評家で作家のマルカム・ブラッドベリの指導を受け、小説を書き始めた。卒業後に一時はミュージシャンを目指していた時期もあったが、グラスゴーとロンドンにて社会福祉事業に従事する傍ら、作家活動を開始した。

### 作家活動
Faber & Faber社が刊行する『Introduction 7: Stories by New Writers』に収められた3作の短篇「A Strange and Sometimes Sadness」（1980年）、「Waiting for J」「Getting Poisoned」（1981年）でデビューした。1982年、英国に在住する長崎女性の回想を描いた処女作『女たちの遠い夏』（のち『遠い山なみの光』と改題）で王立文学協会賞を受賞し、9か国語に翻訳された。1983年、イギリスに帰化した。1986年、長崎を連想させる架空の町を舞台に戦前の思想を持ち続けた日本人を描いた第2作『浮世の画家』でウィットブレッド賞を受賞し、若くして才能を開花させた。
1989年、英国貴族邸の老執事が語り手となった第3作『日の名残り』で英語圏最高の文学賞とされるブッカー賞を受賞し、イギリスを代表する作家となった。この作品は1993年に英米合作のもと、ジェームズ・アイヴォリー監督・アンソニー・ホプキンス主演で映画化された。2019年には舞台化された。
1995年、第4作『充たされざる者』を出版。2000年、戦前の上海租界を描いた第5作『わたしたちが孤児だったころ』を出版、発売と同時にベストセラーとなった。2005年、『わたしを離さないで』を出版、2005年のブッカー賞最終候補に選ばれた。この作品も後に映画化・舞台化されている。同年公開の英中合作映画『上海の伯爵夫人』では脚本を担当した。
2015年、『忘れられた巨人』をイギリスとアメリカで同時出版。アーサー王の死後の世界で、老夫婦が息子に会うための旅をファンタジーの要素を含んで書かれている。
2017年、「壮大な感情の力を持った小説を通し、世界と結びついているという、我々の幻想的感覚に隠された深淵を暴いた」との理由でノーベル文学賞を受賞。
2017年10月14日までに早川書房から翻訳出版された小説全8作の累計発行部数は増刷決定分を含めて約203万部。2017年10月23日付のオリコン週間“本”ランキング（文庫部門）では、7作のイシグロ作品がトップ100入りした。
2021年3月、『クララとお日さま』をイギリス・アメリカ・日本で同時出版した。
黒澤明監督の1952年の映画『生きる』を脚色した2022年のイギリス映画『生きる LIVING』では脚本を担当した。この映画は翌年の第95回アカデミー賞で脚色賞にノミネートされた。

## 人物
2008年に『タイムズ』の「1945年以降の英文学で最も重要な50人の作家」の一人に選ばれた。
作品の特徴として、「違和感」「虚しさ」などの感情を抱く登場人物が曖昧な記憶や思い込みをもとに会話したり、過去を回想したりする形で描き出されることで、人間の弱さや互いの認知の齟齬が浮かび上がるものが多い。中島京子はイシグロについて、非キリスト教文化圏の感受性を持ちながらも、英国文学の伝統の最先端にいる傑出した現代作家であると述べている。また、多くのイシグロ作品を翻訳した土屋政雄は、彼を非常に穏やかな人物と評している。
10代の頃はシンガーソングライター志望であり、作家となって以降もピアノやギターをたしなむ。ボブ・ディランのファンであり、ノーベル文学賞受賞の際には「（前年の受賞者である）ボブ・ディランの次に受賞なんて素晴らしい」と語った。また、ジャズ歌手であるステーシー・ケントのために楽曲数曲を提供した。
1995年に大英帝国勲章（オフィサー）、1998年にフランス芸術文化勲章、2018年に日本の旭日重光章を受章した。2018年にナイト・バチェラーに叙され、サーの称号を得た。

### 日本との関わり
両親とも日本人で、幼年期に渡英してからもしばらくは日本国籍を保有していたが、1983年にイギリス国籍を取得した。2015年1月20日に『ガーディアン』で、英語が話されていない家で育ったことや、家族とは日本語で会話することを述べている。さらに英語が母語の質問者に対して「言語学的には同じくらいの堅固な（英語の）基盤を持っていません("I don't have the same firm foundation, linguistically, as many of you out there.") 」と返答している。最初の2作は日本を舞台に書かれたものであるが、自身の作品には日本の小説との類似性はほとんどないと語っている。
1990年のインタビューでは「もし偽名で作品を書いて、表紙に別人の写真を載せれば『日本の作家を思わせる』などという読者は誰もいないだろう」と述べている。谷崎潤一郎など多少の影響を受けた日本人作家はいるものの、むしろ小津安二郎や成瀬巳喜男などの1950年代の日本映画により強く影響されていると語っている。日本を題材とする作品には、上記の日本映画に加えて、幼いころ過ごした長崎の情景から作り上げた独特の日本像が反映されていると報道されている。
1989年に国際交流基金の短期滞在プログラムで訪日し、大江健三郎と対談した際、最初の2作で描いた日本は想像の産物であったと語り、「私はこの他国、強い絆を感じていた非常に重要な他国の、強いイメージを頭の中に抱えながら育った。英国で私はいつも、この想像上の日本というものを頭の中で思い描いていた」と述べた。
2017年10月のノーベル賞受賞後の記者会見では「親は日本人で、家では日本語が話されていた。親の目を通して世界を見ていた」「私の一部は、いつも日本人と思っていた」と語った。なお、ノーベル財団では公式な国別の受賞者リストを出していないという立場であり、公式ウェブサイトにおける出生国による受賞者のリストは便宜上の非公式なものである。ノーベル財団は公式のプレスリリースにおいて「2017年度のノーベル文学賞は英文学作家のカズオ・イシグロに授与された("The Nobel Prize in Literature for 2017 is awarded to the English author Kazuo Ishiguro.") 」と発表している。
2018年に出生地である長崎県および長崎市からそれぞれ名誉県民ならびに名誉市民の称号が贈られ、同年7月3日にロンドンにおいて長崎県知事中村法道と長崎市長田上富久から、それぞれ証書と記念品が授与された。イシグロはこの表彰に「長崎は私の体の一部で、名誉称号は自然なこと。特別で心温まるものだ」と喜びを語った。

### 私生活・家族
1986年、ソーシャルワーカーのローナ・アン・マクドゥーガルと結婚。娘のナオミ・イシグロも作家として活動している。

## 作品

### 長編小説
| 邦題                       | 原題                            | 出版年 | 翻訳者     | 翻訳出版年 |
| -------------------------- | ------------------------------- | ------ | ---------- | ---------- |
| 遠い山なみの光             | A Pale View of Hills            | 1982年 | 小野寺健   | 1984年     |
| 浮世の画家                 | An Artist of the Floating World | 1986年 | 飛田茂雄   | 1988年     |
| 日の名残り                 | The Remains of the Day          | 1989年 | 土屋政雄   | 1990年     |
| 充たされざる者             | The Unconsoled                  | 1995年 | 古賀林幸   | 1997年     |
| わたしたちが孤児だったころ | When We Were Orphans            | 2000年 | 入江真佐子 | 2001年     |
| わたしを離さないで         | Never Let Me Go                 | 2005年 | 土屋政雄   | 2006年     |
| 忘れられた巨人             | The Buried Giant                | 2015年 | 土屋政雄   | 2015年     |
| クララとお日さま           | Klara and the Sun               | 2021年 | 土屋政雄   | 2021年     |

※『遠い山なみの光』は、当初『女たちの遠い夏』のタイトルで筑摩書房より刊行されたが、早川書房から文庫版を刊行する際に改題された。

### 短編小説
| 邦題             | 原題                              | 発表年 | 翻訳者   | 所収                                    |
| ---------------- | --------------------------------- | ------ | -------- | --------------------------------------- |
|                  | "A Strange and Sometimes Sadness" | 1980年 |          | Introduction 7: Stories by New Writers  |
|                  | "Waiting for J"                   | 1981年 |          | Introduction 7: Stories by New Writers  |
|                  | "Getting Poisoned"                | 1981年 |          | Introduction 7: Stories by New Writers  |
|                  | "October, 1948"                   | 1985年 |          |                                         |
| 戦争のすんだ夏   | "The Summer after the War"        | 1990年 | 小野寺健 |                                         |
| ある家族の夕餉   | "A Family Supper"                 | 1990年 | 田尻芳樹 |                                         |
| 日の暮れた村     | "A Village After Dark"            | 2001年 | 柴田元幸 |                                         |
| 老歌手           | "Crooner"                         | 2009年 | 土屋政雄 | 夜想曲集 音楽と夕暮れをめぐる五つの物語 |
| 降っても晴れても | "Come Rain or Come Shine"         | 2009年 | 土屋政雄 | 夜想曲集 音楽と夕暮れをめぐる五つの物語 |
| モールバンヒルズ | "Malvern Hills"                   | 2009年 | 土屋政雄 | 夜想曲集 音楽と夕暮れをめぐる五つの物語 |
| 夜想曲           | "Nocturne"                        | 2009年 | 土屋政雄 | 夜想曲集 音楽と夕暮れをめぐる五つの物語 |
| チェリスト       | "Cellists"                        | 2009年 | 土屋政雄 | 夜想曲集 音楽と夕暮れをめぐる五つの物語 |

### 映画・テレビ
- The August Passage: a Profile of Arthur J. Mason（1984年、テレビ作品）：脚本[44]
- The Gourmet（1984年、テレビ作品）：脚本[44]
- 日の名残り（1993年、映画）：原作[44]
- 世界で一番悲しい音楽（英語版） The Saddest Music in the World（2003年、映画）：脚本[44]
- 上海の伯爵夫人 The White Countess（2005年、映画）：脚本[44]
- わたしを離さないで（2010年、映画）：原作、製作総指揮[44]
- An Artist of the Floating World（2019年、テレビ作品）：原作[44]
- 生きる LIVING Living（2022年、映画）：脚本、製作総指揮[44]
- Klara and the Sun（2025年公開予定）：原作[44]
- 遠い山なみの光（2025年公開予定）：原作、製作総指揮[45]
- The Buried Giant（公開未定）：原作[44]

### 作詞
- ステイシー・ケント
  - 『市街電車で朝食を』Breakfast on the Morning Tram
    - アイス・ホテル "The Ice Hotel"
    - トラベリング・アゲイン "I Wish I Could Go Travelling Again"
    - 市街電車で朝食を "Breakfast on the Morning Tram"
    - ソー・ロマンティック "So Romantic"

  - 『ドリーマー・イン・コンサート～ライヴ・イン・パリ』Dreamer In Concert
    - ポストカード・ラヴァーズ "Postcard Lovers"
    - 市街電車で朝食を "Breakfast on the Morning Tram"

  - 『チェンジング・ライツ』The Changing Lights
    - サマー・ウイ・クロスト・ヨーロッパ・イン・ザ・レイン "The Summer We Crossed Europe In The Rain"
    - ウェイター、オー・ウェイター "Waiter, Oh Waiter"
    - チェンジング・ライツ "The Changing Lights"

  - 『アイ・ノウ・アイ・ドリーム』I Know I Dream: The Orchestral Sessions
    - バレット・トレイン（新幹線）"Bullet Train"
    - チェンジング・ライツ "The Changing Lights"

### その他
- 特急二十世紀の夜と、いくつかの小さなブレークスルー ノーベル文学賞受賞記念講演（2018年）

## 栄典
- イギリス：大英帝国勲章 - （1995年）
- フランス：芸術文化勲章 - （1998年）
- 日本：旭日重光章 - （2018年）[46]
- イギリス ：ナイト勲位 - （2018年）
- イギリス ：コンパニオン・オブ・オナー勲章 - （2024年）
- 2018年 
  - 長崎県名誉県民[40]
  - 長崎市名誉市民[40]

## 関連文献
- 「水声通信 no.26 特集 カズオ・イシグロ」（水声社、2008年11月）

### 作品論
- 平井杏子『カズオ・イシグロ 境界のない世界』（水声社〈水声文庫〉、2011年、新版2017年10月）
- 『ユリイカ 詩と批評 特集カズオ・イシグロの世界』（2017年12月号：青土社）
- 『カズオ・イシグロ読本 その深淵を暴く』（別冊宝島編集部：宝島社、2017年12月）
- 三村尚央『カズオ・イシグロを読む』（水声社、2022年10月）